# Tour du Pays basque féminin 2023
La 2e édition du Tour du Pays basque féminin (Itzulia Women) a lieu du 12 au 14 mai 2023. La course fait partie de l'UCI World Tour féminin. 
Demi Vollering gagne la première étape en solitaire. Le lendemain, après de nombreuses attaques, l'étape se conclut au sprint où Vollering récidive. Lors de l'ultime étape, Marlen Reusser sort d'un groupe de cinq favorites après la dernière difficulté et s'impose seule. Elle remporte par la même occasion le classement général devant Vollering et Katarzyna Niewiadoma . Elle gagne également le classement par points. Vollering est la meilleure grimpeuse et Ella Wyllie  la meilleure jeune. SD Worx est la meilleure équipe.

## Présentation

### Parcours
Le parcours est globalement montagneux. La première étape a deux ascensions classées : la Gontzagaraigana avec 2,6 km à 6,5 % de moyenne et Urkaregi avec 5,8 km à 4,6 % à dix kilomètres de la ligne. Le lendemain, l'étape est plus facile avec des difficultés mais de troisième catégorie. La dernière étape comporte l'ascension du Jaizkibel avec 7,3 km à 5,9 %, du Gurutze, 2,5 km à 5,7 %, puis du Mendizorrotz, 4,1 km à 7.
3 %.

### Équipes
| UCI Women's WorldTeams (8)- Canyon-SRAM Racing - EF Education-TIBCO-SVB - FDJ-Suez - Israel-Premier Tech Roland - Team Jumbo-Visma - Movistar Team - SD Worx - UAE Team ADQ Équipes féminines continentales (10)- Bepink - Bizkaia-Durango - Ceratizit-WNT Pro Cycling - Coop-Hitec Products - Eneicat-Cmteam-Seguros Deportivos - Laboral Kutxa-Fundacion Euskadi - Lifeplus Wahoo - Massi Tactic - Sopela Women's Team - Soltec Team Équipes féminines continentales (2)- Colombia Pacto Por El Deporte - GW Shimano - Team Groupe Abadie |
| |

## Étapes
| Étape     | Date   | Villes étapes                     | type                      | Distance (km) | Vainqueur d'étape | Leader du classement général |
| --------- | ------ | --------------------------------- | ------------------------- | ------------- | ----------------- | ---------------------------- |
| 1re étape | 12 mai | Etxebarria – Markina-Xemein       | étape de moyenne montagne | 122,2         | Demi Vollering    | Demi Vollering               |
| 2e étape  | 13 mai | Vitoria-Gasteiz – Amurrio         | étape vallonnée           | 133,2         | Demi Vollering    | Demi Vollering               |
| 3e étape  | 14 mai | Saint-Sébastien – Saint-Sébastien | étape de moyenne montagne | 114,8         | Marlen Reusser    | Marlen Reusser               |

## Favorites
Après leur duel controversé à La Vuelta Femenina, Annemiek van Vleuten et Demi Vollering sont de nouveau favorites.

## Déroulement de la course

### 1reétape
La météo est pluvieuse. Miryam Maritza Nunez attaque la première. Elle est reprise au pied de la première difficulté : la Gontzagaraigana. Elle repart ensuite avec Inès Van der Linden, mais est de nouveau reprise. Anna Kiesenhofer sort ensuite avec Aurela Nerlo. Leur avance atteint la minute à trente-cinq kilomètres de l'arrivée. Elles sont reprises à environ dix-neuf kilomètres du but. Dans la dernière difficulté, située à douze kilomètres de la fin, Demi Vollering attaque. Katarzyna Niewiadoma la suit dans un premier temps mais doit lâcher. Vollering s'impose seule. Derrière, Marlen Reusser prend la seconde place.
| \| Classement de l'étape \| Classement de l'étape \| Classement de l'étape \| Classement de l'étape \| Classement de l'étape \| \| Coureuse \| Coureuse \| Pays \| Équipe \| Temps \| \| --------------------- \| --------------------- \| --------------------- \| --------------------- \| --------------------- \| \| 1re \| Demi Vollering \| Pays-Bas \| SD Worx \| 3 h 16 min 32 s \| \| 2e \| Marlen Reusser \| Suisse \| SD Worx \| + 47 s \| \| 3e \| Katarzyna Niewiadoma \| Pologne \| Canyon-SRAM Racing \| + 49 s \| \| 4e \| Annemiek van Vleuten \| Pays-Bas \| Movistar Team \| + 51 s \| \| 5e \| Olivia Baril \| Canada \| UAE Team ADQ \| + 51 s \| \| 6e \| Évita Muzic \| France \| FDJ-Suez \| + 1 min 25 s \| \| 7e \| Liane Lippert \| Allemagne \| Movistar Team \| + 1 min 25 s \| \| 8e \| Soraya Paladin \| Italie \| Canyon-SRAM Racing \| + 1 min 35 s \| \| 9e \| Loes Adegeest \| Pays-Bas \| FDJ-Suez \| + 1 min 35 s \| \| 10e \| Eva van Agt \| Pays-Bas \| Team Jumbo-Visma \| + 1 min 35 s \| |                      |           |                    |                 |
| |                      |           |                    |                 |
| |                      |           |                    |                 |
| Classement de l'étape |                      |           |                    |                 |
| Coureuse | Coureuse             | Pays      | Équipe             | Temps           |
| 1re | Demi Vollering       | Pays-Bas  | SD Worx            | 3 h 16 min 32 s |
| 2e | Marlen Reusser       | Suisse    | SD Worx            | + 47 s          |
| 3e | Katarzyna Niewiadoma | Pologne   | Canyon-SRAM Racing | + 49 s          |
| 4e | Annemiek van Vleuten | Pays-Bas  | Movistar Team      | + 51 s          |
| 5e | Olivia Baril         | Canada    | UAE Team ADQ       | + 51 s          |
| 6e | Évita Muzic          | France    | FDJ-Suez           | + 1 min 25 s    |
| 7e | Liane Lippert        | Allemagne | Movistar Team      | + 1 min 25 s    |
| 8e | Soraya Paladin       | Italie    | Canyon-SRAM Racing | + 1 min 35 s    |
| 9e | Loes Adegeest        | Pays-Bas  | FDJ-Suez           | + 1 min 35 s    |
| 10e | Eva van Agt          | Pays-Bas  | Team Jumbo-Visma   | + 1 min 35 s    |

| \| Classement général \| Classement général \| Classement général \| Classement général \| Classement général \| \| Coureuse \| Coureuse \| Pays \| Équipe \| Temps \| \| ------------------ \| -------------------- \| ------------------ \| ------------------ \| ------------------ \| \| 1re \| Demi Vollering \| Pays-Bas \| SD Worx \| 3 h 16 min 22 s \| \| 2e \| Marlen Reusser \| Suisse \| SD Worx \| + 51 s \| \| 3e \| Katarzyna Niewiadoma \| Pologne \| Canyon-SRAM Racing \| + 55 s \| \| 4e \| Annemiek van Vleuten \| Pays-Bas \| Movistar Team \| + 1 min 01 s \| \| 5e \| Olivia Baril \| Canada \| UAE Team ADQ \| + 1 min 01 s \| \| 6e \| Évita Muzic \| France \| FDJ-Suez \| + 1 min 35 s \| \| 7e \| Liane Lippert \| Allemagne \| Movistar Team \| + 1 min 35 s \| \| 8e \| Soraya Paladin \| Italie \| Canyon-SRAM Racing \| + 1 min 45 s \| \| 9e \| Loes Adegeest \| Pays-Bas \| FDJ-Suez \| + 1 min 45 s \| \| 10e \| Eva van Agt \| Pays-Bas \| Team Jumbo-Visma \| + 1 min 45 s \| |                      |           |                    |                 |
| |                      |           |                    |                 |
| |                      |           |                    |                 |
| Classement général |                      |           |                    |                 |
| Coureuse | Coureuse             | Pays      | Équipe             | Temps           |
| 1re | Demi Vollering       | Pays-Bas  | SD Worx            | 3 h 16 min 22 s |
| 2e | Marlen Reusser       | Suisse    | SD Worx            | + 51 s          |
| 3e | Katarzyna Niewiadoma | Pologne   | Canyon-SRAM Racing | + 55 s          |
| 4e | Annemiek van Vleuten | Pays-Bas  | Movistar Team      | + 1 min 01 s    |
| 5e | Olivia Baril         | Canada    | UAE Team ADQ       | + 1 min 01 s    |
| 6e | Évita Muzic          | France    | FDJ-Suez           | + 1 min 35 s    |
| 7e | Liane Lippert        | Allemagne | Movistar Team      | + 1 min 35 s    |
| 8e | Soraya Paladin       | Italie    | Canyon-SRAM Racing | + 1 min 45 s    |
| 9e | Loes Adegeest        | Pays-Bas  | FDJ-Suez           | + 1 min 45 s    |
| 10e | Eva van Agt          | Pays-Bas  | Team Jumbo-Visma   | + 1 min 45 s    |

### 2eétape
La première échappée est composée de : Silvia Magri, Giorgia Vettorello et Maria Novolodskaya. Dans la dernière ascension classée, elles sont rejointes par le peloton. Stine Dale en sort. Niamh Fisher-Black part en poursuite. Elle emmène avec elle Annemiek van Vleuten, Demi Vollering, Katarzyna Niewiadoma, Marlen Reusser et Liane Lippert. Dans le faux-plat qui suit, Pauliena Rooijakkers puis Soraya Paladin puis de nouveau Rooijakkers tentent de sortir, mais le peloton reste compact. Mischa Bredewold puis Fisher-Black tentent également, sans plus de succès. Claire Steels part ensuite seule. Dans un dernier mont, Niewiadoma sort avec Lippert et Vollering derrière. Lippert est légèrement distancée. Avec Steels et l'addition d'Olivia Baril, le groupe de tête a alors cinq coureuses. Le peloton se reforme. Van Vleuten puis Reusser passent à l'offensive, sans parvenir à creuser l'écart. Au sprint, Vollering remonte Paladin et s'impose donc de nouveau.
| \| Classement de l'étape \| Classement de l'étape \| Classement de l'étape \| Classement de l'étape \| Classement de l'étape \| \| Coureuse \| Coureuse \| Pays \| Équipe \| Temps \| \| --------------------- \| --------------------- \| --------------------- \| --------------------- \| --------------------- \| \| 1re \| Demi Vollering \| Pays-Bas \| SD Worx \| 3 h 30 min 34 s \| \| 2e \| Soraya Paladin \| Italie \| Canyon-SRAM Racing \| + 0 s \| \| 3e \| Marlen Reusser \| Suisse \| SD Worx \| + 0 s \| \| 4e \| Katarzyna Niewiadoma \| Pologne \| Canyon-SRAM Racing \| + 0 s \| \| 5e \| Amber Kraak \| Pays-Bas \| Team Jumbo-Visma \| + 0 s \| \| 6e \| Évita Muzic \| France \| FDJ-Suez \| + 0 s \| \| 7e \| Olivia Baril \| Canada \| UAE Team ADQ \| + 0 s \| \| 8e \| Niamh Fisher-Black \| Nouvelle-Zélande \| SD Worx \| + 0 s \| \| 9e \| Liane Lippert \| Allemagne \| Movistar Team \| + 0 s \| \| 10e \| Annemiek van Vleuten \| Pays-Bas \| Movistar Team \| + 0 s \| |                      |                  |                    |                 |
| |                      |                  |                    |                 |
| |                      |                  |                    |                 |
| Classement de l'étape |                      |                  |                    |                 |
| Coureuse | Coureuse             | Pays             | Équipe             | Temps           |
| 1re | Demi Vollering       | Pays-Bas         | SD Worx            | 3 h 30 min 34 s |
| 2e | Soraya Paladin       | Italie           | Canyon-SRAM Racing | + 0 s           |
| 3e | Marlen Reusser       | Suisse           | SD Worx            | + 0 s           |
| 4e | Katarzyna Niewiadoma | Pologne          | Canyon-SRAM Racing | + 0 s           |
| 5e | Amber Kraak          | Pays-Bas         | Team Jumbo-Visma   | + 0 s           |
| 6e | Évita Muzic          | France           | FDJ-Suez           | + 0 s           |
| 7e | Olivia Baril         | Canada           | UAE Team ADQ       | + 0 s           |
| 8e | Niamh Fisher-Black   | Nouvelle-Zélande | SD Worx            | + 0 s           |
| 9e | Liane Lippert        | Allemagne        | Movistar Team      | + 0 s           |
| 10e | Annemiek van Vleuten | Pays-Bas         | Movistar Team      | + 0 s           |

| \| Classement général \| Classement général \| Classement général \| Classement général \| Classement général \| \| Coureuse \| Coureuse \| Pays \| Équipe \| Temps \| \| ------------------ \| -------------------- \| ------------------ \| ------------------ \| ------------------ \| \| 1re \| Demi Vollering \| Pays-Bas \| SD Worx \| 6 h 46 min 46 s \| \| 2e \| Marlen Reusser \| Suisse \| SD Worx \| + 56 s \| \| 3e \| Katarzyna Niewiadoma \| Pologne \| Canyon-SRAM Racing \| + 1 min 05 s \| \| 4e \| Olivia Baril \| Canada \| UAE Team ADQ \| + 1 min 11 s \| \| 5e \| Annemiek van Vleuten \| Pays-Bas \| Movistar Team \| + 1 min 11 s \| \| 6e \| Liane Lippert \| Allemagne \| Movistar Team \| + 1 min 44 s \| \| 7e \| Évita Muzic \| France \| FDJ-Suez \| + 1 min 45 s \| \| 8e \| Soraya Paladin \| Italie \| Canyon-SRAM Racing \| + 1 min 49 s \| \| 9e \| Loes Adegeest \| Pays-Bas \| FDJ-Suez \| + 2 min 00 s \| \| 10e \| Eva van Agt \| Pays-Bas \| Team Jumbo-Visma \| + 2 min 21 s \| |                      |           |                    |                 |
| |                      |           |                    |                 |
| |                      |           |                    |                 |
| Classement général |                      |           |                    |                 |
| Coureuse | Coureuse             | Pays      | Équipe             | Temps           |
| 1re | Demi Vollering       | Pays-Bas  | SD Worx            | 6 h 46 min 46 s |
| 2e | Marlen Reusser       | Suisse    | SD Worx            | + 56 s          |
| 3e | Katarzyna Niewiadoma | Pologne   | Canyon-SRAM Racing | + 1 min 05 s    |
| 4e | Olivia Baril         | Canada    | UAE Team ADQ       | + 1 min 11 s    |
| 5e | Annemiek van Vleuten | Pays-Bas  | Movistar Team      | + 1 min 11 s    |
| 6e | Liane Lippert        | Allemagne | Movistar Team      | + 1 min 44 s    |
| 7e | Évita Muzic          | France    | FDJ-Suez           | + 1 min 45 s    |
| 8e | Soraya Paladin       | Italie    | Canyon-SRAM Racing | + 1 min 49 s    |
| 9e | Loes Adegeest        | Pays-Bas  | FDJ-Suez           | + 2 min 00 s    |
| 10e | Eva van Agt          | Pays-Bas  | Team Jumbo-Visma   | + 2 min 21 s    |

### 3eétape
Cecile Lejeune est la première attaquante. Elle est ensuite imitée par Silvia Magri et Giorgia Vettorello. Plus loin, un groupe de dix se forme. Il contient : Blanka Vas, Elizabeth Stannard, Pauliena Rooijakkers, Sheyla Gutiérrez, Veronica Ewers, Ella Wyllie, Usoa Ostolaza, Kathrin Hammes, Loes Adegeest et Marie Le Net. Un groupe de cinq est en poursuite. Le groupe de tête arrive au pied Jaizkibel avec près de deux minutes d'avance. Les favorites reviennent sur la tête avant l'ascension de Gurutze. Dans la montée vers Mendizorrotz, Vollering accélère. Elle est ensuite rejointe par Van Vleuten. Derrière, Niewiadoma, Reusser et Baril sont en chasse et opèrent la jonction. Niewiadoma place immédiatement une attaque, mais elle est contrée par Reusser. Cette dernière n'est plus inquiétée. Son avance lui permet de remporter le classement général.
| \| Classement de l'étape \| Classement de l'étape \| Classement de l'étape \| Classement de l'étape \| Classement de l'étape \| \| Coureuse \| Coureuse \| Pays \| Équipe \| Temps \| \| --------------------- \| --------------------- \| --------------------- \| --------------------- \| --------------------- \| \| 1re \| Marlen Reusser \| Suisse \| SD Worx \| 3 h 09 min 56 s \| \| 2e \| Demi Vollering \| Pays-Bas \| SD Worx \| + 2 min 38 s \| \| 3e \| Olivia Baril \| Canada \| UAE Team ADQ \| + 2 min 38 s \| \| 4e \| Évita Muzic \| France \| FDJ-Suez \| + 2 min 38 s \| \| 5e \| Katarzyna Niewiadoma \| Pologne \| Canyon-SRAM Racing \| + 2 min 38 s \| \| 6e \| Annemiek van Vleuten \| Pays-Bas \| Movistar Team \| + 2 min 38 s \| \| 7e \| Marta Cavalli \| Italie \| FDJ-Suez \| + 2 min 45 s \| \| 8e \| Liane Lippert \| Allemagne \| Movistar Team \| + 3 min 33 s \| \| 9e \| Loes Adegeest \| Pays-Bas \| FDJ-Suez \| + 3 min 33 s \| \| 10e \| Blanka Vas \| Hongrie \| SD Worx \| + 3 min 33 s \| |                      |           |                    |                 |
| |                      |           |                    |                 |
| |                      |           |                    |                 |
| Classement de l'étape |                      |           |                    |                 |
| Coureuse | Coureuse             | Pays      | Équipe             | Temps           |
| 1re | Marlen Reusser       | Suisse    | SD Worx            | 3 h 09 min 56 s |
| 2e | Demi Vollering       | Pays-Bas  | SD Worx            | + 2 min 38 s    |
| 3e | Olivia Baril         | Canada    | UAE Team ADQ       | + 2 min 38 s    |
| 4e | Évita Muzic          | France    | FDJ-Suez           | + 2 min 38 s    |
| 5e | Katarzyna Niewiadoma | Pologne   | Canyon-SRAM Racing | + 2 min 38 s    |
| 6e | Annemiek van Vleuten | Pays-Bas  | Movistar Team      | + 2 min 38 s    |
| 7e | Marta Cavalli        | Italie    | FDJ-Suez           | + 2 min 45 s    |
| 8e | Liane Lippert        | Allemagne | Movistar Team      | + 3 min 33 s    |
| 9e | Loes Adegeest        | Pays-Bas  | FDJ-Suez           | + 3 min 33 s    |
| 10e | Blanka Vas           | Hongrie   | SD Worx            | + 3 min 33 s    |

## Classements finals

### Classement général final
| \| Classement général \| Classement général \| Classement général \| Classement général \| Classement général \| \| Coureuse \| Coureuse \| Pays \| Équipe \| Temps \| \| ------------------ \| -------------------- \| ------------------ \| ------------------------------- \| ------------------ \| \| 1re \| Marlen Reusser \| Suisse \| SD Worx \| 9 h 57 min 24 s \| \| 2e \| Demi Vollering \| Pays-Bas \| SD Worx \| + 1 min 50 s \| \| 3e \| Katarzyna Niewiadoma \| Pologne \| Canyon-SRAM Racing \| + 2 min 59 s \| \| 4e \| Olivia Baril \| Canada \| UAE Team ADQ \| + 3 min 00 s \| \| 5e \| Annemiek van Vleuten \| Pays-Bas \| Movistar Team \| + 3 min 07 s \| \| 6e \| Évita Muzic \| France \| FDJ-Suez \| + 3 min 41 s \| \| 7e \| Liane Lippert \| Allemagne \| Movistar Team \| + 4 min 32 s \| \| 8e \| Loes Adegeest \| Pays-Bas \| FDJ-Suez \| + 4 min 51 s \| \| 9e \| Eva van Agt \| Pays-Bas \| Team Jumbo-Visma \| + 6 min 04 s \| \| 10e \| Pauliena Rooijakkers \| Pays-Bas \| Canyon-SRAM Racing \| + 6 min 33 s \| \| 11e \| Amber Kraak \| Pays-Bas \| Team Jumbo-Visma \| + 6 min 41 s \| \| 12e \| Ella Wyllie \| Nouvelle-Zélande \| Lifeplus Wahoo \| + 6 min 41 s \| \| 13e \| Soraya Paladin \| Italie \| Canyon-SRAM Racing \| + 7 min 06 s \| \| 14e \| Blanka Vas \| Hongrie \| SD Worx \| + 7 min 15 s \| \| 15e \| Veronica Ewers \| États-Unis \| EF Education-TIBCO-SVB \| + 8 min 02 s \| \| 16e \| Usoa Ostolaza \| Espagne \| Laboral Kutxa-Fundación Euskadi \| + 8 min 15 s \| \| 17e \| Claire Steels \| Royaume-Uni \| Israel-Premier Tech Roland \| + 8 min 24 s \| \| 18e \| Emma Norsgaard \| Danemark \| Movistar Team \| + 8 min 46 s \| \| 19e \| Alice Maria Arzuffi \| Italie \| Ceratizit-WNT Pro Cycling \| + 8 min 56 s \| \| 20e \| Yurani Blanco \| Espagne \| Laboral Kutxa-Fundación Euskadi \| + 9 min 52 s \| |                      |                  |                                 |                 |
| |                      |                  |                                 |                 |
| |                      |                  |                                 |                 |
| Classement général |                      |                  |                                 |                 |
| Coureuse | Coureuse             | Pays             | Équipe                          | Temps           |
| 1re | Marlen Reusser       | Suisse           | SD Worx                         | 9 h 57 min 24 s |
| 2e | Demi Vollering       | Pays-Bas         | SD Worx                         | + 1 min 50 s    |
| 3e | Katarzyna Niewiadoma | Pologne          | Canyon-SRAM Racing              | + 2 min 59 s    |
| 4e | Olivia Baril         | Canada           | UAE Team ADQ                    | + 3 min 00 s    |
| 5e | Annemiek van Vleuten | Pays-Bas         | Movistar Team                   | + 3 min 07 s    |
| 6e | Évita Muzic          | France           | FDJ-Suez                        | + 3 min 41 s    |
| 7e | Liane Lippert        | Allemagne        | Movistar Team                   | + 4 min 32 s    |
| 8e | Loes Adegeest        | Pays-Bas         | FDJ-Suez                        | + 4 min 51 s    |
| 9e | Eva van Agt          | Pays-Bas         | Team Jumbo-Visma                | + 6 min 04 s    |
| 10e | Pauliena Rooijakkers | Pays-Bas         | Canyon-SRAM Racing              | + 6 min 33 s    |
| 11e | Amber Kraak          | Pays-Bas         | Team Jumbo-Visma                | + 6 min 41 s    |
| 12e | Ella Wyllie          | Nouvelle-Zélande | Lifeplus Wahoo                  | + 6 min 41 s    |
| 13e | Soraya Paladin       | Italie           | Canyon-SRAM Racing              | + 7 min 06 s    |
| 14e | Blanka Vas           | Hongrie          | SD Worx                         | + 7 min 15 s    |
| 15e | Veronica Ewers       | États-Unis       | EF Education-TIBCO-SVB          | + 8 min 02 s    |
| 16e | Usoa Ostolaza        | Espagne          | Laboral Kutxa-Fundación Euskadi | + 8 min 15 s    |
| 17e | Claire Steels        | Royaume-Uni      | Israel-Premier Tech Roland      | + 8 min 24 s    |
| 18e | Emma Norsgaard       | Danemark         | Movistar Team                   | + 8 min 46 s    |
| 19e | Alice Maria Arzuffi  | Italie           | Ceratizit-WNT Pro Cycling       | + 8 min 56 s    |
| 20e | Yurani Blanco        | Espagne          | Laboral Kutxa-Fundación Euskadi | + 9 min 52 s    |

### Points UCI
| Position                  | 1er | 2e  | 3e  | 4e  | 5e  | 6e  | 7e  | 8e  | 9e | 10e | 11e | 12e | 13e | 14e | 15e | 16e à 20e | 21e à 30e | 31e à 40e |  |  |
| Classement général        | 400 | 320 | 260 | 220 | 180 | 140 | 120 | 100 | 80 | 68  | 56  | 48  | 40  | 32  | 28  | 24        | 16        | 8         |  |  |
| Étapes et demi-étapes     | 50  | 40  | 30  | 25  | 20  | 18  | 15  | 10  | 8  | 6   |     |     |     |     |     |           |           |           |  |  |
| Port du maillot de leader | 8   |     |     |     |     |     |     |     |    |     |     |     |     |     |     |           |           |           |  |  |

### Classements annexes
| Classement par points | Classement par points | Classement par points | Classement par points      | Classement par points |
| Coureuse              | Coureuse              | Pays                  | Équipe                     | Points                |
| --------------------- | --------------------- | --------------------- | -------------------------- | --------------------- |
| 1re                   | Marlen Reusser        | Suisse                | SD Worx                    | 79 pts                |
| 2e                    | Demi Vollering        | Pays-Bas              | SD Worx                    | 70 pts                |
| 3e                    | Katarzyna Niewiadoma  | Pologne               | Canyon-SRAM Racing         | 48 pts                |
| 4e                    | Olivia Baril          | Canada                | UAE Team ADQ               | 47 pts                |
| 5e                    | Liane Lippert         | Allemagne             | Movistar Team              | 38 pts                |
| 6e                    | Évita Muzic           | France                | FDJ-Suez                   | 34 pts                |
| 7e                    | Annemiek van Vleuten  | Pays-Bas              | Movistar Team              | 30 pts                |
| 8e                    | Soraya Paladin        | Italie                | Canyon-SRAM Racing         | 28 pts                |
| 9e                    | Loes Adegeest         | Pays-Bas              | FDJ-Suez                   | 19 pts                |
| 10e                   | Claire Steels         | Royaume-Uni           | Israel-Premier Tech Roland | 16 pts                |

| Classement par points | Classement par points | Classement par points | Classement par points      | Classement par points |
| Coureuse              | Coureuse              | Pays                  | Équipe                     | Points                |
| --------------------- | --------------------- | --------------------- | -------------------------- | --------------------- |
| 1re                   | Marlen Reusser        | Suisse                | SD Worx                    | 79 pts                |
| 2e                    | Demi Vollering        | Pays-Bas              | SD Worx                    | 70 pts                |
| 3e                    | Katarzyna Niewiadoma  | Pologne               | Canyon-SRAM Racing         | 48 pts                |
| 4e                    | Olivia Baril          | Canada                | UAE Team ADQ               | 47 pts                |
| 5e                    | Liane Lippert         | Allemagne             | Movistar Team              | 38 pts                |
| 6e                    | Évita Muzic           | France                | FDJ-Suez                   | 34 pts                |
| 7e                    | Annemiek van Vleuten  | Pays-Bas              | Movistar Team              | 30 pts                |
| 8e                    | Soraya Paladin        | Italie                | Canyon-SRAM Racing         | 28 pts                |
| 9e                    | Loes Adegeest         | Pays-Bas              | FDJ-Suez                   | 19 pts                |
| 10e                   | Claire Steels         | Royaume-Uni           | Israel-Premier Tech Roland | 16 pts                |

| Classement de la montagne | Classement de la montagne | Classement de la montagne | Classement de la montagne | Classement de la montagne |
| Coureuse                  | Coureuse                  | Pays                      | Équipe                    | Points                    |
| ------------------------- | ------------------------- | ------------------------- | ------------------------- | ------------------------- |
| 1re                       | Demi Vollering            | Pays-Bas                  | SD Worx                   | 15 pts                    |
| 2e                        | Pauliena Rooijakkers      | Pays-Bas                  | Canyon-SRAM Racing        | 14 pts                    |
| 3e                        | Blanka Vas                | Hongrie                   | SD Worx                   | 13 pts                    |
| 4e                        | Annemiek van Vleuten      | Pays-Bas                  | Movistar Team             | 8 pts                     |
| 5e                        | Emma Norsgaard            | Danemark                  | Movistar Team             | 6 pts                     |
| 6e                        | Marie Le Net              | France                    | FDJ-Suez                  | 4 pts                     |
| 7e                        | Katarzyna Niewiadoma      | Pologne                   | Canyon-SRAM Racing        | 3 pts                     |
| 8e                        | Marlen Reusser            | Suisse                    | SD Worx                   | 2 pts                     |
| 9e                        | Amber Kraak               | Pays-Bas                  | Team Jumbo-Visma          | 2 pts                     |
| 10e                       | Olivia Baril              | Canada                    | UAE Team ADQ              | 1 pt                      |

| Classement de la montagne | Classement de la montagne | Classement de la montagne | Classement de la montagne | Classement de la montagne |
| Coureuse                  | Coureuse                  | Pays                      | Équipe                    | Points                    |
| ------------------------- | ------------------------- | ------------------------- | ------------------------- | ------------------------- |
| 1re                       | Demi Vollering            | Pays-Bas                  | SD Worx                   | 15 pts                    |
| 2e                        | Pauliena Rooijakkers      | Pays-Bas                  | Canyon-SRAM Racing        | 14 pts                    |
| 3e                        | Blanka Vas                | Hongrie                   | SD Worx                   | 13 pts                    |
| 4e                        | Annemiek van Vleuten      | Pays-Bas                  | Movistar Team             | 8 pts                     |
| 5e                        | Emma Norsgaard            | Danemark                  | Movistar Team             | 6 pts                     |
| 6e                        | Marie Le Net              | France                    | FDJ-Suez                  | 4 pts                     |
| 7e                        | Katarzyna Niewiadoma      | Pologne                   | Canyon-SRAM Racing        | 3 pts                     |
| 8e                        | Marlen Reusser            | Suisse                    | SD Worx                   | 2 pts                     |
| 9e                        | Amber Kraak               | Pays-Bas                  | Team Jumbo-Visma          | 2 pts                     |
| 10e                       | Olivia Baril              | Canada                    | UAE Team ADQ              | 1 pt                      |

| Classement du meilleur jeune | Classement du meilleur jeune | Classement du meilleur jeune | Classement du meilleur jeune      | Classement du meilleur jeune |
| Coureuse                     | Coureuse                     | Pays                         | Équipe                            | Temps                        |
| ---------------------------- | ---------------------------- | ---------------------------- | --------------------------------- | ---------------------------- |
| 1re                          | Ella Wyllie                  | Nouvelle-Zélande             | Lifeplus Wahoo                    | 10 h 04 min 05 s             |
| 2e                           | Blanka Vas                   | Hongrie                      | SD Worx                           | + 34 s                       |
| 3e                           | Eleonora Gasparrini          | Italie                       | UAE Team ADQ                      | + 3 min 11 s                 |
| 4e                           | Alice Towers                 | Royaume-Uni                  | Canyon-SRAM Racing                | + 4 min 53 s                 |
| 5e                           | Eneritz Vadillo              | Espagne                      | Laboral Kutxa-Fundación Euskadi   | + 11 min 43 s                |
| 6e                           | Carolina Vargas              | Colombie                     | Eneicat-CMTeam-Seguros Deportivos | + 13 min 08 s                |
| 7e                           | Valeria Valgonen             | Russie                       | Massi Tactic                      | + 14 min 13 s                |
| 8e                           | Catalina Soto                | Chili                        | Bizkaia-Durango                   | + 14 min 43 s                |
| 9e                           | Karin Söderqvist             | Suède                        | Lifeplus Wahoo                    | + 14 min 47 s                |
| 10e                          | Magdeleine Vallieres         | Canada                       | EF Education-TIBCO-SVB            | + 14 min 54 s                |

| Classement du meilleur jeune | Classement du meilleur jeune | Classement du meilleur jeune | Classement du meilleur jeune      | Classement du meilleur jeune |
| Coureuse                     | Coureuse                     | Pays                         | Équipe                            | Temps                        |
| ---------------------------- | ---------------------------- | ---------------------------- | --------------------------------- | ---------------------------- |
| 1re                          | Ella Wyllie                  | Nouvelle-Zélande             | Lifeplus Wahoo                    | 10 h 04 min 05 s             |
| 2e                           | Blanka Vas                   | Hongrie                      | SD Worx                           | + 34 s                       |
| 3e                           | Eleonora Gasparrini          | Italie                       | UAE Team ADQ                      | + 3 min 11 s                 |
| 4e                           | Alice Towers                 | Royaume-Uni                  | Canyon-SRAM Racing                | + 4 min 53 s                 |
| 5e                           | Eneritz Vadillo              | Espagne                      | Laboral Kutxa-Fundación Euskadi   | + 11 min 43 s                |
| 6e                           | Carolina Vargas              | Colombie                     | Eneicat-CMTeam-Seguros Deportivos | + 13 min 08 s                |
| 7e                           | Valeria Valgonen             | Russie                       | Massi Tactic                      | + 14 min 13 s                |
| 8e                           | Catalina Soto                | Chili                        | Bizkaia-Durango                   | + 14 min 43 s                |
| 9e                           | Karin Söderqvist             | Suède                        | Lifeplus Wahoo                    | + 14 min 47 s                |
| 10e                          | Magdeleine Vallieres         | Canada                       | EF Education-TIBCO-SVB            | + 14 min 54 s                |

| Classement par équipes | Classement par équipes | Classement par équipes | Classement par équipes |
| Équipe                 | Équipe                 | Pays                   | Temps                  |
| ---------------------- | ---------------------- | ---------------------- | ---------------------- |

| Classement par équipes | Classement par équipes | Classement par équipes | Classement par équipes |
| Équipe                 | Équipe                 | Pays                   | Temps                  |
| ---------------------- | ---------------------- | ---------------------- | ---------------------- |

## Évolution des classements
| Étape              |                           | Vainqueur _    | Classement général | Classement par points | Meilleure grimpeuse | Meilleure jeune | Super-combative _    | Meilleure équipe _ |
| ------------------ | ------------------------- | -------------- | ------------------ | --------------------- | ------------------- | --------------- | -------------------- | ------------------ |
| 1re étape          | étape de moyenne montagne | Demi Vollering | Demi Vollering     | Demi Vollering        | Demi Vollering      | Ella Wyllie     | Miryam Núñez         | SD Worx            |
| 2e étape           | étape vallonnée           | Demi Vollering | Demi Vollering     | Demi Vollering        | Demi Vollering      | Ella Wyllie     | Claire Steels        | SD Worx            |
| 3e étape           | étape de moyenne montagne | Marlen Reusser | Marlen Reusser     | Marlen Reusser        | Demi Vollering      | Ella Wyllie     | Annemiek van Vleuten | SD Worx            |
| Classements finals | Classements finals        |                | Marlen Reusser     | Marlen Reusser        | Demi Vollering      | Ella Wyllie     | non attribué         | SD Worx            |

## Liste des participantes
| Légende                             | Légende | Légende                                | Légende                                                                                              |
| ----------------------------------- | --- | -------------------------------------- | --- |
| Num                                 | Dossard de départ porté par la coureuse sur ce Classique Sant-Sebastien                                       | Pos                                    | Position finale au classement général                                                                |
| Leader du classement général        | Indique la vainqueur du classement général                                                                    | Leader du classement par points        | Indique la vainqueur du classement par points                                                        |
| Leader du classement de la montagne | Indique la vainqueur du classement de la montagne                                                             | Leader du classement du meilleur jeune | Indique la vainqueur du classement de la meilleure jeune                                             |
|                                     | Indique un maillot de champion national ou mondial, suivi de sa spécialité                                    | #                                      | Indique la meilleure équipe                                                                          |
| NP                                  | Indique une coureuse qui n'a pas pris le départ d'une étape, suivi du numéro de l'étape où elle s'est retirée | AB                                     | Indique une coureuse qui n'a pas terminé une étape, suivi du numéro de l'étape où elle s'est retirée |
| HD                                  | Indique un coureuse qui a terminé une étape hors des délais, suivi du numéro de l'étape                       | DSQ                                    | Indique un coureur qui a été disqualifié de la course, suivi du numéro de l'étape                    |
| *                                   | Indique un coureuse en lice pour le classement de la meilleure jeune (coureuses nées après le )               |                                        | |

| SD Worx SDW | SD Worx SDW              | SD Worx SDW |
| ----------- | ------------------------ | ----------- |
| Num         | Coureuse                 | Pos         |
| 1           | Demi Vollering (NED)     | 2e          |
| 2           | Blanka Vas (HUN)         | 14e         |
| 3           | Marlen Reusser (SUI)     | 1re         |
| 4           | Niamh Fisher-Black (NZL) | AB-3        |
| 5           | Marie Schreiber (LUX)    | 60e         |
| 6           | Mischa Bredewold (NED)   | 33e         |

| Israel-Premier Tech Roland CGS | Israel-Premier Tech Roland CGS | Israel-Premier Tech Roland CGS |
| ------------------------------ | ------------------------------ | ------------------------------ |
| Num                            | Coureuse                       | Pos                            |
| 11                             | Claire Steels (GBR)            | 17e                            |
| 12                             | Anna Kiesenhofer (AUT)         | 28e                            |
| 13                             | Elizabeth Stannard (AUS)       | 27e                            |
| 14                             | Elena Pirrone (ITA)            | AB-2                           |
| 15                             | Tamara Dronova (RUS)           | 32e                            |
| 16                             | Silvia Magri (ITA)             | AB-3                           |

| Canyon-SRAM Racing CSR | Canyon-SRAM Racing CSR     | Canyon-SRAM Racing CSR |
| ---------------------- | -------------------------- | ---------------------- |
| Num                    | Coureuse                   | Pos                    |
| 21                     | Alex Morrice (GBR)         | 35e                    |
| 22                     | Alice Towers (GBR)         | 30e                    |
| 23                     | Katarzyna Niewiadoma (POL) | 3e                     |
| 24                     | Soraya Paladin (ITA)       | 13e                    |
| 25                     | Pauliena Rooijakkers (NED) | 10e                    |

| FDJ-Suez FST | FDJ-Suez FST          | FDJ-Suez FST |
| ------------ | --------------------- | ------------ |
| Num          | Coureuse              | Pos          |
| 31           | Loes Adegeest (NED)   | 8e           |
| 32           | Marta Cavalli (ITA)   | 29e          |
| 34           | Marie Le Net (FRA)    | 26e          |
| 35           | Évita Muzic (FRA)     | 6e           |
| 36           | Gladys Verhulst (FRA) | AB-1         |

| Team Jumbo-Visma TJV | Team Jumbo-Visma TJV      | Team Jumbo-Visma TJV |
| -------------------- | ------------------------- | -------------------- |
| Num                  | Coureuse                  | Pos                  |
| 41                   | Amber Kraak (NED)         | 11e                  |
| 42                   | Karlijn Swinkels (NED)    | NP-3                 |
| 43                   | Eva van Agt (NED)         | 9e                   |
| 44                   | Carlijn Achtereekte (NED) | 61e                  |
| 45                   | Linda Riedmann (GER)      | 48e                  |
| 46                   | Rosita Reijnhout (NED)    | 49e                  |

| Movistar Team MOV | Movistar Team MOV          | Movistar Team MOV |
| ----------------- | -------------------------- | ----------------- |
| Num               | Coureuse                   | Pos               |
| 51                | Annemiek van Vleuten (NED) | 5e                |
| 52                | Sheyla Gutiérrez (ESP)     | 47e               |
| 53                | Liane Lippert (GER)        | 7e                |
| 54                | Emma Norsgaard (DEN)       | 18e               |
| 55                | Paula Patiño (COL)         | 54e               |
| 56                | Sara Martín (ESP)          | 39e               |

| EF Education-TIBCO-SVB TIB | EF Education-TIBCO-SVB TIB    | EF Education-TIBCO-SVB TIB |
| -------------------------- | ----------------------------- | -------------------------- |
| Num                        | Coureuse                      | Pos                        |
| 61                         | Veronica Ewers (USA)          | 15e                        |
| 62                         | Kathrin Hammes (GER)          | 22e                        |
| 63                         | Magdeleine Vallieres (CAN)    | 45e                        |
| 64                         | Kristabel Doebel-Hickok (USA) | AB-2                       |
| 65                         | Georgia Williams (NZL)        | 23e                        |

| UAE Team ADQ UAD | UAE Team ADQ UAD          | UAE Team ADQ UAD |
| ---------------- | ------------------------- | ---------------- |
| Num              | Coureuse                  | Pos              |
| 71               | Olivia Baril (CAN)        | 4e               |
| 73               | Elizabeth Holden (GBR)    | 25e              |
| 74               | Eleonora Gasparrini (ITA) | 21e              |
| 75               | Sofia Bertizzolo (ITA)    | AB-3             |
| 76               | Anna Trevisi (ITA)        | AB-3             |

| Bizkaia-Durango BDP | Bizkaia-Durango BDP          | Bizkaia-Durango BDP |
| ------------------- | ---------------------------- | ------------------- |
| Num                 | Coureuse                     | Pos                 |
| 81                  | Irene Mendez Melgarejo (ESP) | 73e                 |
| 82                  | Catalina Soto (CHI)          | 43e                 |
| 83                  | Andrea Ramírez (MEX)         | AB-3                |
| 84                  | Eukene Larrarte (ESP)        | AB-3                |
| 85                  | Sandra Gutierrez (ESP)       | AB-3                |
| 86                  | Lucía González (ESP)         | 46e                 |

| Bepink BPK | Bepink BPK               | Bepink BPK |
| ---------- | ------------------------ | ---------- |
| Num        | Coureuse                 | Pos        |
| 91         | Silvia Zanardi (ITA)     | 34e        |
| 92         | Nora Jenčušová (SVK)     | 66e        |
| 93         | Letizia Brufani (ITA)    | AB-1       |
| 94         | Prisca Savi (ITA)        | AB-1       |
| 96         | Giorgia Vettorello (ITA) | 40e        |

| Colombia Pacto Por El Deporte - GW Shimano CTF | Colombia Pacto Por El Deporte - GW Shimano CTF | Colombia Pacto Por El Deporte - GW Shimano CTF |
| ---------------------------------------------- | ---------------------------------------------- | ---------------------------------------------- |
| Num                                            | Coureuse                                       | Pos                                            |
| 101                                            | Liseth Carrero (COL)                           | AB-3                                           |
| 102                                            | Elizabeth Castaño (COL)                        | AB-3                                           |
| 103                                            | Estefanía Herrera (COL)                        | 71e                                            |
| 104                                            | Jireh Mesa (COL)                               | AB-1                                           |
| 105                                            | Paula Carrasco (COL)                           | AB-3                                           |
| 106                                            | Karina Florez (COL)                            | 69e                                            |

| Lifeplus Wahoo DRP | Lifeplus Wahoo DRP         | Lifeplus Wahoo DRP |
| ------------------ | -------------------------- | ------------------ |
| Num                | Coureuse                   | Pos                |
| 111                | Ella Harris (NZL)          | AB-2               |
| 112                | Maria Novolodskaya (RUS)   | AB-3               |
| 113                | Karin Söderqvist (SWE)     | 44e                |
| 114                | Babette van der Wolf (NED) | 59e                |
| 115                | Margaux Vigié (FRA)        | 63e                |
| 116                | Ella Wyllie (NZL)          | 12e                |

| Eneicat-CMTeam-Seguros Deportivos EIC | Eneicat-CMTeam-Seguros Deportivos EIC | Eneicat-CMTeam-Seguros Deportivos EIC |
| ------------------------------------- | ------------------------------------- | ------------------------------------- |
| Num                                   | Coureuse                              | Pos                                   |
| 121                                   | Andrea Alzate (COL)                   | 31e                                   |
| 122                                   | Stefanía Sánchez (COL)                | 58e                                   |
| 123                                   | Almudena Montalvo (ESP)               | AB-3                                  |
| 124                                   | Carolina Vargas (COL)                 | 38e                                   |
| 125                                   | Alessia Bulleri (ITA)                 | AB-3                                  |
| 126                                   | María Latriglia (COL)                 | 57e                                   |

| Coop-Hitec Products HPU | Coop-Hitec Products HPU       | Coop-Hitec Products HPU |
| ----------------------- | ----------------------------- | ----------------------- |
| Num                     | Coureuse                      | Pos                     |
| 131                     | Stine Dale (NOR)              | 37e                     |
| 132                     | Georgia Danford (AUS)         | AB-1                    |
| 133                     | Sigrid Ytterhus Haugset (NOR) | 24e                     |
| 134                     | Tiril Jørgensen (NOR)         | 51e                     |
| 136                     | Josie Nelson (GBR)            | NP-1                    |

| Laboral Kutxa-Fundación Euskadi LKF | Laboral Kutxa-Fundación Euskadi LKF | Laboral Kutxa-Fundación Euskadi LKF |
| ----------------------------------- | ----------------------------------- | ----------------------------------- |
| Num                                 | Coureuse                            | Pos                                 |
| 141                                 | Yurani Blanco (ESP)                 | 20e                                 |
| 142                                 | Eneritz Vadillo (ESP)               | 36e                                 |
| 143                                 | Usoa Ostolaza (ESP)                 | 16e                                 |
| 144                                 | Ariana Gilabert (ESP)               | 53e                                 |
| 145                                 | Marta Romeu (ESP)                   | 41e                                 |
| 146                                 | Eider Merino (ESP)                  | AB-1                                |

| Massi Tactic MAT | Massi Tactic MAT       | Massi Tactic MAT |
| ---------------- | ---------------------- | ---------------- |
| Num              | Coureuse               | Pos              |
| 151              | Cécile Lejeune (FRA)   | 65e              |
| 152              | Vera Vilaca (POR)      | 50e              |
| 153              | Petra Zsankó (HUN)     | 67e              |
| 154              | Miryam Núñez (ECU)     | 56e              |
| 155              | Aurela Nerlo (POL)     | AB-3             |
| 156              | Valeria Valgonen (RUS) | 42e              |

| Soltec Team STC | Soltec Team STC         | Soltec Team STC |
| --------------- | ----------------------- | --------------- |
| Num             | Coureuse                | Pos             |
| 161             | Esra Nur Gökcek (TUR)   | AB-1            |
| 162             | Cristina Vila (ESP)     | AB-1            |
| 163             | Alicja Ulatowska (POL)  | AB-1            |
| 164             | Isabella Escalera (ESP) | AB-1            |
| 165             | Fiona Mangan (IRL)      | 72e             |
| 166             | Freya Rawlins (GBR)     | AB-1            |

| Sopela Women's Team SWT | Sopela Women's Team SWT        | Sopela Women's Team SWT |
| ----------------------- | ------------------------------ | ----------------------- |
| Num                     | Coureuse                       | Pos                     |
| 171                     | Maria Banlles Santamaria (ESP) | AB-3                    |
| 172                     | Maitane Arana (COL)            | AB                      |
| 172                     | Maitana Araña (ESP)            | AB-1                    |
| 173                     | Nahia Imaz (ESP)               | AB-3                    |
| 174                     | Allison Mrugal (USA)           | 70e                     |
| 175                     | Agustina Reyes (URU)           | AB-3                    |
| 176                     | Sarah Kastenhuber (GER)        | AB-2                    |

| Team Groupe Abadie ___ | Team Groupe Abadie ___    | Team Groupe Abadie ___ |
| ---------------------- | ------------------------- | ---------------------- |
| Num                    | Coureuse                  | Pos                    |
| 181                    | Manon Souyris (FRA)       | AB-1                   |
| 182                    | Ilona Feytou (FRA)        | 64e                    |
| 183                    | Leonie Laubig (GER)       | 52e                    |
| 184                    | Emma Ortiz (ESP)          | 68e                    |
| 185                    | Inès Van der Linden (FRA) | AB-3                   |
| 186                    | Karolina Perekitko (POL)  | 55e                    |

| Ceratizit-WNT Pro Cycling WNT | Ceratizit-WNT Pro Cycling WNT | Ceratizit-WNT Pro Cycling WNT |
| ----------------------------- | ----------------------------- | ----------------------------- |
| Num                           | Coureuse                      | Pos                           |
| 191                           | Sandra Alonso (ESP)           | 62e                           |
| 192                           | Laura Asencio (FRA)           | AB-3                          |
| 193                           | Alice Maria Arzuffi (ITA)     | 19e                           |
| 194                           | Nina Berton (LUX)             | AB-1                          |
| 195                           | Lana Eberle (GER)             | AB-1                          |

| SD Worx SDW | SD Worx SDW              | SD Worx SDW |
| ----------- | ------------------------ | ----------- |
| Num         | Coureuse                 | Pos         |
| 1           | Demi Vollering (NED)     | 2e          |
| 2           | Blanka Vas (HUN)         | 14e         |
| 3           | Marlen Reusser (SUI)     | 1re         |
| 4           | Niamh Fisher-Black (NZL) | AB-3        |
| 5           | Marie Schreiber (LUX)    | 60e         |
| 6           | Mischa Bredewold (NED)   | 33e         |

| Israel-Premier Tech Roland CGS | Israel-Premier Tech Roland CGS | Israel-Premier Tech Roland CGS |
| ------------------------------ | ------------------------------ | ------------------------------ |
| Num                            | Coureuse                       | Pos                            |
| 11                             | Claire Steels (GBR)            | 17e                            |
| 12                             | Anna Kiesenhofer (AUT)         | 28e                            |
| 13                             | Elizabeth Stannard (AUS)       | 27e                            |
| 14                             | Elena Pirrone (ITA)            | AB-2                           |
| 15                             | Tamara Dronova (RUS)           | 32e                            |
| 16                             | Silvia Magri (ITA)             | AB-3                           |

| Canyon-SRAM Racing CSR | Canyon-SRAM Racing CSR     | Canyon-SRAM Racing CSR |
| ---------------------- | -------------------------- | ---------------------- |
| Num                    | Coureuse                   | Pos                    |
| 21                     | Alex Morrice (GBR)         | 35e                    |
| 22                     | Alice Towers (GBR)         | 30e                    |
| 23                     | Katarzyna Niewiadoma (POL) | 3e                     |
| 24                     | Soraya Paladin (ITA)       | 13e                    |
| 25                     | Pauliena Rooijakkers (NED) | 10e                    |

| FDJ-Suez FST | FDJ-Suez FST          | FDJ-Suez FST |
| ------------ | --------------------- | ------------ |
| Num          | Coureuse              | Pos          |
| 31           | Loes Adegeest (NED)   | 8e           |
| 32           | Marta Cavalli (ITA)   | 29e          |
| 34           | Marie Le Net (FRA)    | 26e          |
| 35           | Évita Muzic (FRA)     | 6e           |
| 36           | Gladys Verhulst (FRA) | AB-1         |

| Team Jumbo-Visma TJV | Team Jumbo-Visma TJV      | Team Jumbo-Visma TJV |
| -------------------- | ------------------------- | -------------------- |
| Num                  | Coureuse                  | Pos                  |
| 41                   | Amber Kraak (NED)         | 11e                  |
| 42                   | Karlijn Swinkels (NED)    | NP-3                 |
| 43                   | Eva van Agt (NED)         | 9e                   |
| 44                   | Carlijn Achtereekte (NED) | 61e                  |
| 45                   | Linda Riedmann (GER)      | 48e                  |
| 46                   | Rosita Reijnhout (NED)    | 49e                  |

| Movistar Team MOV | Movistar Team MOV          | Movistar Team MOV |
| ----------------- | -------------------------- | ----------------- |
| Num               | Coureuse                   | Pos               |
| 51                | Annemiek van Vleuten (NED) | 5e                |
| 52                | Sheyla Gutiérrez (ESP)     | 47e               |
| 53                | Liane Lippert (GER)        | 7e                |
| 54                | Emma Norsgaard (DEN)       | 18e               |
| 55                | Paula Patiño (COL)         | 54e               |
| 56                | Sara Martín (ESP)          | 39e               |

| EF Education-TIBCO-SVB TIB | EF Education-TIBCO-SVB TIB    | EF Education-TIBCO-SVB TIB |
| -------------------------- | ----------------------------- | -------------------------- |
| Num                        | Coureuse                      | Pos                        |
| 61                         | Veronica Ewers (USA)          | 15e                        |
| 62                         | Kathrin Hammes (GER)          | 22e                        |
| 63                         | Magdeleine Vallieres (CAN)    | 45e                        |
| 64                         | Kristabel Doebel-Hickok (USA) | AB-2                       |
| 65                         | Georgia Williams (NZL)        | 23e                        |

| UAE Team ADQ UAD | UAE Team ADQ UAD          | UAE Team ADQ UAD |
| ---------------- | ------------------------- | ---------------- |
| Num              | Coureuse                  | Pos              |
| 71               | Olivia Baril (CAN)        | 4e               |
| 73               | Elizabeth Holden (GBR)    | 25e              |
| 74               | Eleonora Gasparrini (ITA) | 21e              |
| 75               | Sofia Bertizzolo (ITA)    | AB-3             |
| 76               | Anna Trevisi (ITA)        | AB-3             |

| Bizkaia-Durango BDP | Bizkaia-Durango BDP          | Bizkaia-Durango BDP |
| ------------------- | ---------------------------- | ------------------- |
| Num                 | Coureuse                     | Pos                 |
| 81                  | Irene Mendez Melgarejo (ESP) | 73e                 |
| 82                  | Catalina Soto (CHI)          | 43e                 |
| 83                  | Andrea Ramírez (MEX)         | AB-3                |
| 84                  | Eukene Larrarte (ESP)        | AB-3                |
| 85                  | Sandra Gutierrez (ESP)       | AB-3                |
| 86                  | Lucía González (ESP)         | 46e                 |

| Bepink BPK | Bepink BPK               | Bepink BPK |
| ---------- | ------------------------ | ---------- |
| Num        | Coureuse                 | Pos        |
| 91         | Silvia Zanardi (ITA)     | 34e        |
| 92         | Nora Jenčušová (SVK)     | 66e        |
| 93         | Letizia Brufani (ITA)    | AB-1       |
| 94         | Prisca Savi (ITA)        | AB-1       |
| 96         | Giorgia Vettorello (ITA) | 40e        |

| Colombia Pacto Por El Deporte - GW Shimano CTF | Colombia Pacto Por El Deporte - GW Shimano CTF | Colombia Pacto Por El Deporte - GW Shimano CTF |
| ---------------------------------------------- | ---------------------------------------------- | ---------------------------------------------- |
| Num                                            | Coureuse                                       | Pos                                            |
| 101                                            | Liseth Carrero (COL)                           | AB-3                                           |
| 102                                            | Elizabeth Castaño (COL)                        | AB-3                                           |
| 103                                            | Estefanía Herrera (COL)                        | 71e                                            |
| 104                                            | Jireh Mesa (COL)                               | AB-1                                           |
| 105                                            | Paula Carrasco (COL)                           | AB-3                                           |
| 106                                            | Karina Florez (COL)                            | 69e                                            |

| Lifeplus Wahoo DRP | Lifeplus Wahoo DRP         | Lifeplus Wahoo DRP |
| ------------------ | -------------------------- | ------------------ |
| Num                | Coureuse                   | Pos                |
| 111                | Ella Harris (NZL)          | AB-2               |
| 112                | Maria Novolodskaya (RUS)   | AB-3               |
| 113                | Karin Söderqvist (SWE)     | 44e                |
| 114                | Babette van der Wolf (NED) | 59e                |
| 115                | Margaux Vigié (FRA)        | 63e                |
| 116                | Ella Wyllie (NZL)          | 12e                |

| Eneicat-CMTeam-Seguros Deportivos EIC | Eneicat-CMTeam-Seguros Deportivos EIC | Eneicat-CMTeam-Seguros Deportivos EIC |
| ------------------------------------- | ------------------------------------- | ------------------------------------- |
| Num                                   | Coureuse                              | Pos                                   |
| 121                                   | Andrea Alzate (COL)                   | 31e                                   |
| 122                                   | Stefanía Sánchez (COL)                | 58e                                   |
| 123                                   | Almudena Montalvo (ESP)               | AB-3                                  |
| 124                                   | Carolina Vargas (COL)                 | 38e                                   |
| 125                                   | Alessia Bulleri (ITA)                 | AB-3                                  |
| 126                                   | María Latriglia (COL)                 | 57e                                   |

| Coop-Hitec Products HPU | Coop-Hitec Products HPU       | Coop-Hitec Products HPU |
| ----------------------- | ----------------------------- | ----------------------- |
| Num                     | Coureuse                      | Pos                     |
| 131                     | Stine Dale (NOR)              | 37e                     |
| 132                     | Georgia Danford (AUS)         | AB-1                    |
| 133                     | Sigrid Ytterhus Haugset (NOR) | 24e                     |
| 134                     | Tiril Jørgensen (NOR)         | 51e                     |
| 136                     | Josie Nelson (GBR)            | NP-1                    |

| Laboral Kutxa-Fundación Euskadi LKF | Laboral Kutxa-Fundación Euskadi LKF | Laboral Kutxa-Fundación Euskadi LKF |
| ----------------------------------- | ----------------------------------- | ----------------------------------- |
| Num                                 | Coureuse                            | Pos                                 |
| 141                                 | Yurani Blanco (ESP)                 | 20e                                 |
| 142                                 | Eneritz Vadillo (ESP)               | 36e                                 |
| 143                                 | Usoa Ostolaza (ESP)                 | 16e                                 |
| 144                                 | Ariana Gilabert (ESP)               | 53e                                 |
| 145                                 | Marta Romeu (ESP)                   | 41e                                 |
| 146                                 | Eider Merino (ESP)                  | AB-1                                |

| Massi Tactic MAT | Massi Tactic MAT       | Massi Tactic MAT |
| ---------------- | ---------------------- | ---------------- |
| Num              | Coureuse               | Pos              |
| 151              | Cécile Lejeune (FRA)   | 65e              |
| 152              | Vera Vilaca (POR)      | 50e              |
| 153              | Petra Zsankó (HUN)     | 67e              |
| 154              | Miryam Núñez (ECU)     | 56e              |
| 155              | Aurela Nerlo (POL)     | AB-3             |
| 156              | Valeria Valgonen (RUS) | 42e              |

| Soltec Team STC | Soltec Team STC         | Soltec Team STC |
| --------------- | ----------------------- | --------------- |
| Num             | Coureuse                | Pos             |
| 161             | Esra Nur Gökcek (TUR)   | AB-1            |
| 162             | Cristina Vila (ESP)     | AB-1            |
| 163             | Alicja Ulatowska (POL)  | AB-1            |
| 164             | Isabella Escalera (ESP) | AB-1            |
| 165             | Fiona Mangan (IRL)      | 72e             |
| 166             | Freya Rawlins (GBR)     | AB-1            |

| Sopela Women's Team SWT | Sopela Women's Team SWT        | Sopela Women's Team SWT |
| ----------------------- | ------------------------------ | ----------------------- |
| Num                     | Coureuse                       | Pos                     |
| 171                     | Maria Banlles Santamaria (ESP) | AB-3                    |
| 172                     | Maitane Arana (COL)            | AB                      |
| 172                     | Maitana Araña (ESP)            | AB-1                    |
| 173                     | Nahia Imaz (ESP)               | AB-3                    |
| 174                     | Allison Mrugal (USA)           | 70e                     |
| 175                     | Agustina Reyes (URU)           | AB-3                    |
| 176                     | Sarah Kastenhuber (GER)        | AB-2                    |

| Team Groupe Abadie ___ | Team Groupe Abadie ___    | Team Groupe Abadie ___ |
| ---------------------- | ------------------------- | ---------------------- |
| Num                    | Coureuse                  | Pos                    |
| 181                    | Manon Souyris (FRA)       | AB-1                   |
| 182                    | Ilona Feytou (FRA)        | 64e                    |
| 183                    | Leonie Laubig (GER)       | 52e                    |
| 184                    | Emma Ortiz (ESP)          | 68e                    |
| 185                    | Inès Van der Linden (FRA) | AB-3                   |
| 186                    | Karolina Perekitko (POL)  | 55e                    |

| Ceratizit-WNT Pro Cycling WNT | Ceratizit-WNT Pro Cycling WNT | Ceratizit-WNT Pro Cycling WNT |
| ----------------------------- | ----------------------------- | ----------------------------- |
| Num                           | Coureuse                      | Pos                           |
| 191                           | Sandra Alonso (ESP)           | 62e                           |
| 192                           | Laura Asencio (FRA)           | AB-3                          |
| 193                           | Alice Maria Arzuffi (ITA)     | 19e                           |
| 194                           | Nina Berton (LUX)             | AB-1                          |
| 195                           | Lana Eberle (GER)             | AB-1                          |